# Lake Catani
Lake Catani är en sjö i Australien. Den ligger i delstaten Victoria, omkring 200 kilometer nordost om delstatshuvudstaden Melbourne. Lake Catani ligger 1 294 meter över havet.
I omgivningarna runt Lake Catani växer i huvudsak städsegrön lövskog. Runt Lake Catani är det mycket glesbefolkat, med 4 invånare per kvadratkilometer. Genomsnittlig årsnederbörd är 1 334 millimeter. Den regnigaste månaden är juli, med i genomsnitt 152 mm nederbörd, och den torraste är januari, med 60 mm nederbörd.